# American Federation of Labor and Congress of Industrial Organizations
Die American Federation of Labor and Congress of Industrial Organizations (AFL-CIO) ist der mitgliederstärkste Gewerkschafts-Dachverband der USA und Kanadas. Er hat 60 nationale und internationale Mitgliedsorganisationen, die zusammen mehr als 12,5 Millionen (Stand: 2023) Organisierte vertreten. Die AFL-CIO ist Mitglied des Internationalen Gewerkschaftsbundes (IGB). In der Mitgliederliste des IGB wird die Mitgliedschaft mit 8,4 Millionen angegeben (Stand: 2019).

## Geschichte
1935 hatte sich die CIO (Congress of Industrial Organizations) von der AFL (American Federation of Labor) abgespalten. 1955 vereinigten sich beide wieder zur AFL-CIO. Bis 2005 arbeitete er praktisch als zentraler Dachverband. Interne Meinungsverschiedenheiten führten dazu, dass im Juli/August 2005 zahlreiche Gewerkschaften (darunter mit der Dienstleistungsgewerkschaft SEIU die größte Einzelgewerkschaft) austraten und sich unter einem neuen Dachverband „Change to Win“ formierten.
Angesichts der Politik Donald Trumps während seiner zweiten Amtszeit sprach die Vorsitzende Liz Shuler davon, dass dieser „einen Krieg gegen die Arbeiter“ führt.

## Präsidenten
- 1955–1979 George Meany
- 1979–1995 Lane Kirkland
- 1995 Thomas R. Donahue
- 1995–2009 John J. Sweeney
- 2009–2021 Richard Trumka[4]
- seit 2021 Liz Shuler

## Gewerkschaften
In der AFL-CIO sind 2023 folgende 60 Gewerkschaften vertreten:
- Actors’ Equity Association (AEA)
- Air Line Pilots Association (ALPA)
- Amalgamated Transit Union (ATU)
- American Federation of Government Employees (AFGE)
- American Federation of Musicians of the United States and Canada (AFM)
- American Federation of School Administrators (AFSA)
- American Federation of State, County and Municipal Employees (AFSCME)
- American Federation of Teachers (AFT)
- American Guild of Musical Artists (AGMA)
- American Postal Workers Union (APWU)
- American Radio Association (ARA)
- American Train Dispatchers Association (ATDA)
- Associated Actors and Artistes of America (4As)
  - American Guild of Variety Artists (AGVA)
  - The Guild of Italian American Actors (GIAA)
- Bakery, Confectionery, Tobacco Workers and Grain Millers International Union (BCTGM)
- Brotherhood of Railroad Signalmen (BRS)
- California School Employees Association (CSEA)
- Communications Workers of America (CWA)
  - Association of Flight Attendants (AFA-CWA)
  - Industrial Union of Electronic Workers (IUE-CWA)
  - National Association of Broadcast Employees and Technicians (NABET-CWA)
  - Printing, Publishing and Media Workers, CWA (PPMW-CWA)
  - The Newspaper Guild (TNG-CWA)
- Farm Labor Organizing Committee (FLOC)
- International Alliance of Theatrical Stage Employes, Moving Picture Technicians, Artists and Allied Crafts of the United States, Its Territories and Canada (IATSE)
- International Association of Bridge, Structural, Ornamental and Reinforcing Iron Workers (Ironworkers)
- International Association of Fire Fighters (IAFF)
- International Association of Heat and Frost Insulators and Allied Workers (AWIU)
- International Association of Machinists and Aerospace Workers (IAM)
  - National Federation of Federal Employees (NFFE-IAM)
  - Transportation Communications International Union/IAM (TCU/IAM)
- International Association of Sheet Metal, Air, Rail and Transportation Workers (SMART)
- International Brotherhood of Boilermakers, Iron Ship Builders, Blacksmiths, Forgers and Helpers (IBB)
- International Brotherhood of Electrical Workers (IBEW)
- International Federation of Professional and Technical Engineers (IFPTE)
- International Organization of Masters, Mates & Pilots (MM&P)
- International Plate Printers, Die Stampers and Engravers Union of North America
- International Union of Allied Novelty and Production Workers (Novelty and Production Workers)
- International Union of Bricklayers and Allied Craftworkers (BAC)
- International Union of Elevator Constructors (IUEC)
- International Union of Operating Engineers (IUOE)
- International Union of Painters and Allied Trades of the United States and Canada (IUPAT)
- International Union of Police Associations (IUPA)
- Laborers’ International Union of North America (LiUNA)
  - National Postal Mail Handlers Union (NPMHU)
- Major League Baseball Players Association (MLBPA)
- Major League Soccer Players Association (MLSPA)
- Marine Engineers’ Beneficial Association (MEBA)
  - Professional Aviation Safety Specialists (PASS)
- National Air Traffic Controllers Association (NATCA)
- National Association of Letter Carriers (NALC)
- National Nurses United (NNU)
- National Taxi Workers Alliance (NTWA)
- National Women’s Soccer League Players Association (NWSLPA)
- NFL Players Association (NFLPA)
- Office and Professional Employees International Union (OPEIU)
- Operative Plasterers’ and Cement Masons’ International Association of the United States and Canada (OPCMIA)
- Screen Actors Guild-American Federation of Television and Radio Artists (SAG-AFTRA)
- Seafarers International Union of North America (SIU)
- Transport Workers Union of America (TWU)
- UNITEHERE (UNITEHERE)
- United Association of Journeymen and Apprentices of the Plumbing and Pipe Fitting Industry of the United States and Canada (UA)
- United Automobile, Aerospace & Agricultural Implement Workers of America International Union (UAW)
- United Food and Commercial Workers International Union (UFCW)
  - Retail, Wholesale and Department Store Union (RWDSU-UFCW)
- United Mine Workers of America (UMWA)
- United Steel, Paper and Forestry, Rubber, Manufacturing, Energy, Allied Industrial & Service Workers International Union (USW)
  - Glass, Molders, Pottery, Plastics and Allied Workers International Union (GMP-USW)
- United Union of Roofers, Waterproofers and Allied Workers (Roofers and Waterproofers)[6]
- Utility Workers Union of America (UWUA)[7]
- Women’s National Basketball Players’ Association (WNBPA)
- Writers Guild of America, East Inc. (WGAE)